# Мар-Чикита (муниципалитет)
Муниципалитет Мар-Чикита  (исп. Partido de Mar Chiquita) — муниципалитет в Аргентине в составе провинции Буэнос-Айрес.
Территория — 3116 км². Население — 21279 человек. Плотность населения — 6,84 чел./км².
Административный центр — Коронель-Видаль.

## География
Муниципалитет расположен на юго-востоке провинции Буэнос-Айрес.
Муниципалитет граничит:
- на северо-западе — c муниципалитетом Аякучо
- на севере — с муниципалитетом Майпу
- на северо-востоке — с муниципалитетом Хенераль-Мадарьяга
- на востоке — с муниципалитетом Вилья-Хесель
- на юго-востоке — с Атлантическим океаном
- на юго-западе — с муниципалитетами Хенераль-Пуэйредон, Балькарсе

## Важнейшие населенные пункты
Список важнейших населённых пунктов:
| № | Населённый пункт     | Категория | Население чел. (2010) | На карте                        |
| - | -------------------- | --------- | --------------------- | ------------------------------- |
| 1 | Санта-Клара-дель-Мар | город     | 7713                  | 37°50′11″ ю. ш. 57°30′23″ з. д. |
| 2 | Коронель-Видаль      | город     | 6611                  | 37°26′55″ ю. ш. 57°43′41″ з. д. |
| 3 | Хенераль-Пиран       | город     | 2934                  | 37°16′28″ ю. ш. 57°46′14″ з. д. |
| 4 | Вивората             | поселок   | 956                   | 37°39′43″ ю. ш. 57°40′02″ з. д. |
| 5 | Мар-де-Кобо          | поселок   | 760                   | 37°46′28″ ю. ш. 57°27′16″ з. д. |
| 6 | Мар-Чикита           | поселок   | 487                   | 37°44′48″ ю. ш. 57°25′35″ з. д. |
| 7 | Ла-Армония           | поселок   | 172                   | 37°46′29″ ю. ш. 57°38′03″ з. д. |